# سیارک ۹۹۰۴
سیارک ۹۹۰۴ (به انگلیسی: 9904 Mauratombelli، نامگذاری:1997OC1) نه هزار و نهصد و چهارمین سیارک کشف شده‌است که در ۲۹ ژوئیه ۱۹۹۷ کشف شد.
قدر مطلق سیارک برابر ۱۴٫۳۰ است.